# Hyperion Bay
Hyperion Bay est une série télévisée américaine en 17 épisodes de 42 minutes, créée par Joseph Dougherty et diffusée entre le 21 septembre 1998 et le 8 mars 1999 sur le réseau The WB.
En France, la série a été diffusée à partir du 22 mars 2001 sur Série Club. Elle reste néanmoins inédite dans les autres pays francophones.

## Synopsis
Dennis Sweeny est de retour à Hyperion Bay, sa ville natale qu'il a quitté plusieurs années plus tôt. À l'époque, il était un jeune homme introverti qui vivait dans l'ombre de son frère, le champion de football américain du lycée. Maintenant, il est le riche directeur d'une entreprise d'informatique qui est fiancé à une femme magnifique. Il va tenter d'oublier ses problèmes du passé et aider la ville, en proie à de grosses difficultés financières.

## Distribution

### Acteurs principaux
- Mark-Paul Gosselaar (VF : Emmanuel Curtil) : Dennis Sweeny
- Raymond J. Barry : Frank Sweeny
- Dylan Neal (VF : Laurent Morteau) : Nick Sweeny
- Sydney Penny (VF : Sylvie Jacob) : Jennifer Worth
- Christina Moore (VF : Annabelle Roux) : Amy Sweeny
- Bart Johnson (VF : Thierry Monfray) : Nelson Tucker (épisodes 1 à 14)
- Cassidy Rae (en) (VF : Marianne Leroux) : Trudy Tucker
- Carmen Electra (VF : Vanina Pradier) : Sarah Hicks[2] (épisodes 10-17)
- Chaka Forman : Marcus Fox (dès l'épisode 4)

### Acteurs récurrents et invités
- Cindy Pickett (en) (VF : Rafaele Moutier) : Marjorie Sweeney
- Daya Vaidya : Emily (épisodes 11-17)
- Victor Slezak (en) : Bordon Hicks (6 épisodes)
- Art LaFleur : Town Supervisor Bart Corver (4 épisodes)
- Colby French (3 épisodes)
- Constance Zimmer (2 épisodes)
- Brigid Brannagh : Claire (2 épisodes)

 Source et légende : version française (VF) sur RS Doublage

## Épisodes
1. Le Fils Prodigue (Pilot)
2. Une affaire de Cookies (The Cookie Crumbles)
3. Court Circuit (Static)
4. Affaires de famille (Family Business)
5. Tentations et Responsabilité (Temptation and Responsibility)
6. Deux, trois petits mots (Some Common Words and Phrases)
7. Réserve-moi la dernière danse (Save the Last Dance for Me)
8. La Meilleure Amie (House Guests and Fish)
9. La Corde (The Rope)
10. Jeunes et sur le grill (Young and on Fire)
11. Vérités et Conséquences (Truth or Consequences)
12. Le Rachat (The Takeover)
13. La Longue Route sinueuse (Strange Days)
14. La Baie des anges (Valentine's Bay)
15. Le Procès (With Friends Like These…)
16. Question de confiance (A Matter of Trust)
17. Le Poids du Monde (The Weight of the World)